# Flustrellidra corniculata
Flustrellidra corniculata is een mosdiertjessoort uit de familie van de Flustrellidridae. De wetenschappelijke naam van de soort is voor het eerst geldig gepubliceerd in 1872 door Smitt.